# پلیزانت ریور (اندروسکوگین ریور)
پلیزانت ریور (اندروسکوگین ریور) (به انگلیسی: Pleasant River (Androscoggin River)) رودخانه‌ای است که در ایالات متحده آمریکا جریان دارد.